# Калвене
Калвѐне (на италиански и на венециански: Calvene) е село и община в Северна Италия, провинция Виченца, регион Венето. Разположено е на 210 m надморска височина. Населението на общината е 1314 души (към 2015 г.).